# 載絲-哥靈活站
載絲－哥靈活站（英語：Joyce–Collingwood Station）是加拿大卑詩省溫哥華一座架空列車博覽線車站，為運輸聯線收費架構中一號收費區的其中一個車站。此站坐落溫東蘭菲－哥靈活區喬伊斯街和凡尼斯道的交界處，因而得名。此站於1985年12月11日聯同博覽線一起開幕，當時稱為載絲站（Joyce Station），到2001年改為現稱。千禧線於2002年通車後亦曾駛經此站，直至當局於2016年10月22日重組架空列車網絡為止。博覽線在此站一帶為高架運行，並跟隨過去卑詩電力鐵路的中央公園市際電車走線。

## 車站設計

### 樓層
| T | 1號月台    | 博覽線往濱海站（29街站）                       |
| T | 島式月台   |                                                |
| T | 2號月台    | 博覽線往喬治國王站和生產路－大學站（柏德遜站） |
| S | 地面（西） | 西出入口、自動售票機、驗票閘門、巴士站         |
| S | 地面（東） | 東出入口、自動售票機、驗票閘門                 |

## 接駁交通
載絲－哥靈活站外的巴士站編排如下：
| 巴士站編號 | 服務路線                     |
| ---------- | ---------------------------- |
| 1          | 只供落客                     |
| 2          | 28號巴士，往菲比斯轉車站方向 |
| 4          | R4號快速巴士，往卑詩大學方向 |
| 5          | 41號巴士，往皇冠街方向       |
| 6          | 26號巴士，往29街站方向       |
| 7          | 27號巴士，往庫特尼總站方向   |

## 外部連結
- 维基共享资源上的相關多媒體資源：載絲－哥靈活站